# Чеслав Клак
Чѐслав Клак (на полски: Czesław Kłak) е полски литературен историк, професор в Жешовския университет, действителен член на Полската академия на науките, носител на Кавалерски кръст на Ордена на Възраждане на Полша.

## Трудове
- Powieści historyczne Jana Zachariasiewicza (1969)
- Polski Leonidas. Rzecz o legendzie historycznej i literackiej generała Józefa Sowińskiego (1986)
- Romantyczne tematy i dylematy. Echa powstania listopadowego w literaturze, historiografii i publicystyce (1992)
- Stanisław Pigoń. Szkice do portretu (1993)
- Pisarze galicyjscy. Szkice literackie (1994)